# Lacerna hosteensis
Lacerna hosteensis är en mossdjursart som beskrevs av Jullien 1888. Lacerna hosteensis ingår i släktet Lacerna och familjen Lacernidae. Inga underarter finns listade i Catalogue of Life.